# مقهى دي فلور (فلم)
مقهى دي فلور Café de Flore هو فيلم درامي كندي، صدر عام 2011. من كتابة وإخراج جين-مارك فالي، ومن بطولة: فانيسا بارادي، كيفن والدة، هيلين فلورينت، إيفلين بروشو.

## القصة
تدور أحداث القصة في الستينيات من القرن العشرين والعام 2010 وتحكي عن المصير المتقاطع لجاكلين، الأم الفرنسية لطفل مصاب بمتلازمة داون والتي ترفض إرسال ابنها إلى مؤسسة متخصصة، وأنطوان، منسق دي جي في مونتريال.

## وصلات خارجية
مقالات تستعمل روابط فنية بلا صلة مع ويكي بيانات